# Гуарані (Асунсьйон)
«Гуара́ні» (ісп. «Club Guaraní») — парагвайський футбольний клуб з Асунсьйона. Заснований 1903 року.

## Досягнення
- Чемпіон Парагваю (11): 1906, 1907, 1921, 1923, 1949, 1964, 1967, 1969, 1984, 2010 А, 2016 К
- Володар Кубка Парагваю (1): 2018